# المقبض (يريم)

تعديل مصدري - تعديل

المقبض محلة تابعة لقرية جروة، التابعة لعزلة خودان بمديرية يريم إحدى مديريات محافظة إب في الجمهورية اليمنية.، بلغ تعداد سكانها 314 حسب تعداد اليمن لعام 2004.